# フアン・カルロス・ロドリゲス・モレノ
フアン・カルロス・ロドリゲス・モレノ（Juan Carlos Rodríguez Moreno、1965年1月19日 - ）は、スペイン・カスティーリャ・イ・レオン州プエント・カストロ出身の元サッカー選手、元サッカー指導者。ポジションはDF。元スペイン代表。

## 経歴
1984-85シーズン、レアル・バリャドリードにてプリメーラ・ディビシオン初出場。1986-87シーズンにはプリメーラ初得点を挙げた。1987年にアトレティコ・マドリードへと移籍すると、1990-91シーズンに自身初のタイトルとなるコパ・デル・レイ優勝を果たし、その活躍からシーズン終了後にFCバルセロナへと移籍した。
1999年に古巣バリャドリードで現役を引退するが、15シーズンのキャリアを通じて全てのシーズンをプリメーラ・ディビシオンで戦った。
1991年4月17日、ルーマニア代表との試合でスペイン代表初キャップを記録した。
現役引退後の2011年から1年間は古巣レアル・バリャドリードにてアシスタントコーチを務めた。

## 個人成績
- キャリア通算 - 364試合2得点
  - プリメーラ通算 - 297試合2得点

## タイトル

### クラブ
アトレティコ・マドリード
- コパ・デル・レイ : 1回 (1990-91)

FCバルセロナ
- UEFAチャンピオンズリーグ : 1回 (1991-92)
- プリメーラ・ディビシオン : 3回 (1991-92, 1992-93, 1993-94)
- スーペルコパ・デ・エスパーニャ : 2回 (1991, 1992)

### 代表
U-21スペイン代表
- UEFA U-21欧州選手権 : 1回 (1986)